# Juan Bautista Martínez Beneyto
Juan Bautista Martínez Beneyto (29 de maig de 1922, Massamagrell - 31 d'agost de 2013), fou un catedràtic de dibuix i reconegut pintor.

## Biografia

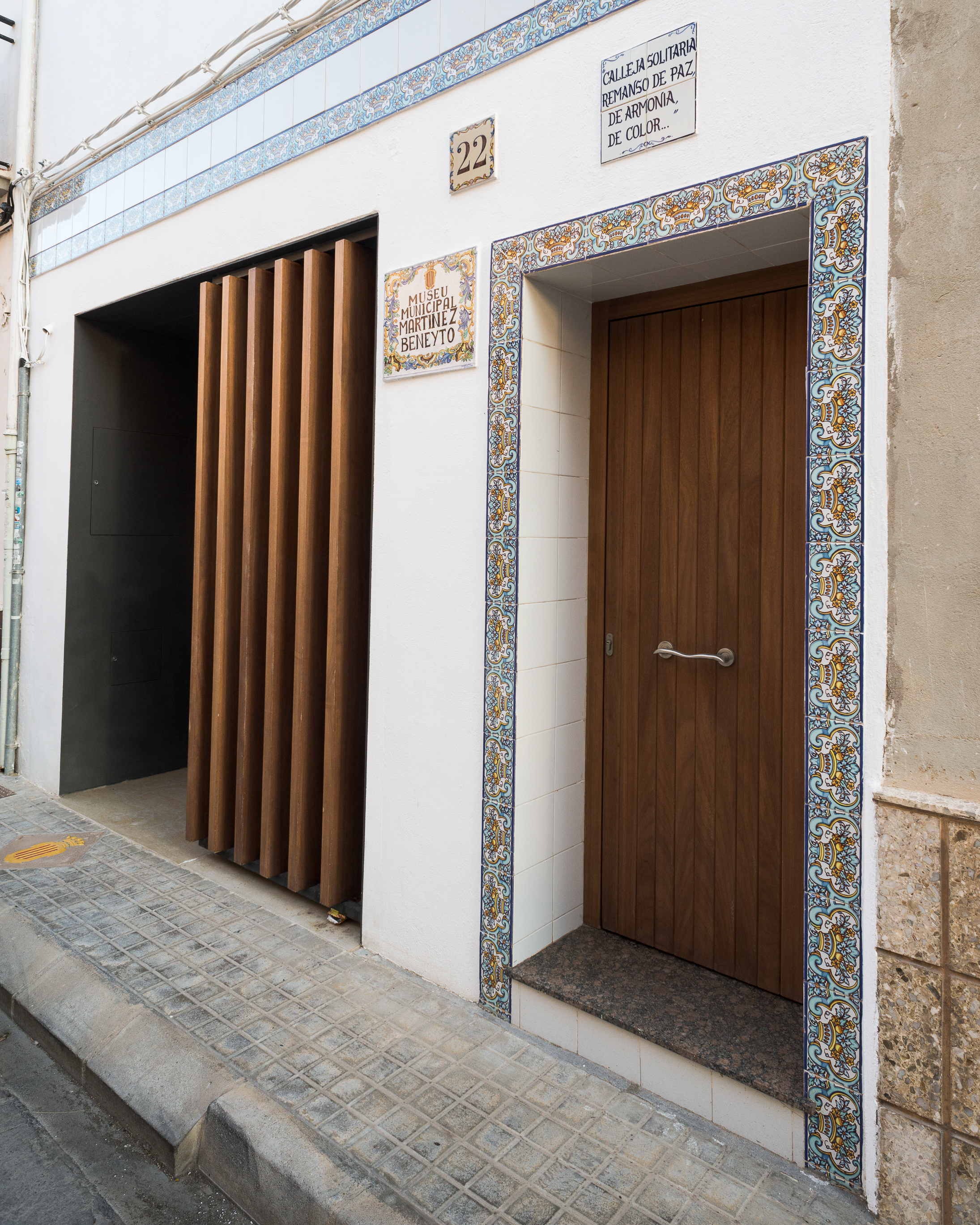
Casa Museu al carrer del Rosari.

Des de menut va demostrar destresa i habilitat pictòrica. Va ingressar a l'Escola d'Arts i Oficis Artístics de València en 1934. En acabar la guerra civil va passar a la Reial Acadèmia de Belles arts de Sant Carles. Al mateix temps que estudiava participava en les exposicions col·lectives que organitzava el Sindicato Español Universitario, aconseguint valuosos premis.
Va exposar per primera vegada a València en l'Associació de Premsa de l'any 1947, i en ella figuraven paisatges, figures i retrats.
El novembre de 1948 va exposar a la sala Kebos, de Madrid.
En 1950 va remetre a l'Exposició Nacional del quadre Recordando la Venta, amb el qual va obtenir un gran èxit. Torna a exposar a València a la sala Braulio en 1951.
Entre els anys 1954 i 1956 roman com a professor de dibuix auxiliar a l'Escola d'Arts i Oficis Artístics de València.
En 1955 va participar en l'Exposició Nacional amb el quadre titulat Cabeza de estudio. Després va exercir el càrrec de professor de dibuix en l'Institut Laboral de Cee (La Corunya) entre els anys 1956 i 1958 i en l'Institut Calvo Sotelo de Vilagarcía de Arousa (Pontevedra) en els anys 1959 i 1960.
Des de 1960 exerceix el càrrec professor de dibuix en l'Institut Nacional de Villarrobledo.
En 1996 rep un gran homenatge al seu Massamagrell natal, on se situà un bust seu a la Plaça a la qual també es va donar el seu nom.
L'any 2005 el Museu de la Ciutat de València li va dedicar una retrospectiva.
Al juliol de 2009, va ser guardonat amb la distinció Vila de Massamagrell per la seua gran carrera en les arts plàstiques, aquest mateix any donà el seu estudi amb tota la documentació i les obres pictòriques que contenia al Consistori i que l'Ajuntament va rehabilitar per convertir en el Museu Municipal Martínez Beneyto, que va ser inaugurat al desembre de 2010.